# Saltos ornamentais no Campeonato Mundial de Esportes Aquáticos de 2019 - Trampolim 3 m individual feminino
A prova do trampolim 3 m individual feminino dos saltos ornamentais no Campeonato Mundial de Esportes Aquáticos de 2019 foi realizada entre os dias 18 de julho e 19 de julho, em Gwangju, na Coreia do Sul. 

## Calendário
Horário local (UTC+9). 
| Fase              | Data        | Hora  |
| ----------------- | ----------- | ----- |
| Rodada preliminar | 18 de julho | 10:00 |
| Semifinal         | 18 de julho | 15:30 |
| Final             | 19 de julho | 20:45 |

## Medalhistas
| Ouro              | Prata          | Bronze                |
| Shi Tingmao (CHN) | Wang Han (CHN) | Maddison Keeney (AUS) |

## Resultados
Esses foram os resultados da competição.
| Pos.              | Saltadora           | Nacionalidade  | Preliminar | Preliminar | Semifinal     | Semifinal     | Final         | Final         |
| Pos.              | Saltadora           | Nacionalidade  | Pontos     | Pos.       | Pontos        | Pos.          | Pontos        | Pos.          |
| ----------------- | ------------------- | -------------- | ---------- | ---------- | ------------- | ------------- | ------------- | ------------- |
| Medalha de ouro   | Shi Tingmao         | China          | 357.90     | 1          | 359.40        | 1             | 391.00        | 1             |
| Medalha de prata  | Wang Han            | China          | 356.40     | 2          | 345.80        | 3             | 372.85        | 2             |
| Medalha de bronze | Maddison Keeney     | Austrália      | 341.00     | 3          | 348.10        | 2             | 367.05        | 3             |
| 4                 | Jennifer Abel       | Canadá         | 318.75     | 4          | 339.90        | 4             | 333.35        | 4             |
| 5                 | Sayaka Mikami       | Japão          | 291.60     | 8          | 307.95        | 7             | 323.05        | 5             |
| 6                 | Esther Qin          | Austrália      | 272.10     | 15         | 286.40        | 12            | 302.85        | 6             |
| 7                 | Pamela Ware         | Canadá         | 307.95     | 5          | 308.00        | 6             | 290.20        | 7             |
| 8                 | Grace Reid          | Reino Unido    | 277.95     | 13         | 300.75        | 8             | 286.95        | 8             |
| 9                 | Ng Yan Yee          | Malásia        | 279.30     | 12         | 288.60        | 10            | 282.40        | 9             |
| 10                | Tina Punzel         | Alemanha       | 293.05     | 7          | 309.40        | 5             | 281.00        | 10            |
| 11                | Viktoriya Kesar     | Ucrânia        | 258.60     | 18         | 300.25        | 9             | 276.45        | 11            |
| 12                | Inge Jansen         | Países Baixos  | 288.15     | 10         | 286.80        | 11            | 268.20        | 12            |
| 13                | Elizabeth Cui       | Nova Zelândia  | 273.90     | 14         | 284.10        | 13            | Não avançaram | Não avançaram |
| 14                | Sarah Bacon         | Estados Unidos | 295.95     | 6          | 282.65        | 14            | Não avançaram | Não avançaram |
| 15                | Olena Fedorova      | Ucrânia        | 288.00     | 11         | 279.10        | 15            | Não avançaram | Não avançaram |
| 16                | Julia Vincent       | África do Sul  | 268.30     | 16         | 275.85        | 16            | Não avançaram | Não avançaram |
| 17                | Chiara Pellacani    | Itália         | 290.00     | 9          | 275.10        | 17            | Não avançaram | Não avançaram |
| 18                | Elena Chernykh      | Rússia         | 266.70     | 17         | 264.45        | 18            | Não avançaram | Não avançaram |
| 19                | Emma Gullstrand     | Suécia         | 258.10     | 19         | Não avançaram | Não avançaram | Não avançaram | Não avançaram |
| 20                | Jessica Favre       | Suíça          | 258.00     | 20         | Não avançaram | Não avançaram | Não avançaram | Não avançaram |
| 21                | Kim Su-ji           | Coreia do Sul  | 256.95     | 21         | Não avançaram | Não avançaram | Não avançaram | Não avançaram |
| 22                | Uliana Kliueva      | Rússia         | 251.70     | 22         | Não avançaram | Não avançaram | Não avançaram | Não avançaram |
| 23                | Clare Cryan         | Irlanda        | 250.25     | 23         | Não avançaram | Não avançaram | Não avançaram | Não avançaram |
| 24                | Paola Espinosa      | México         | 250.15     | 24         | Não avançaram | Não avançaram | Não avançaram | Não avançaram |
| 25                | Nur Dhabitah Sabri  | Malásia        | 249.05     | 25         | Não avançaram | Não avançaram | Não avançaram | Não avançaram |
| 26                | Scarlett Mew Jensen | Reino Unido    | 247.90     | 26         | Não avançaram | Não avançaram | Não avançaram | Não avançaram |
| 27                | Alena Khamulkina    | Bielorrússia   | 246.95     | 27         | Não avançaram | Não avançaram | Não avançaram | Não avançaram |
| 28                | Michelle Heimberg   | Suíça          | 241.65     | 28         | Não avançaram | Não avançaram | Não avançaram | Não avançaram |
| 29                | Brooke Schultz      | Estados Unidos | 241.45     | 29         | Não avançaram | Não avançaram | Não avançaram | Não avançaram |
| 30                | Dolores Hernández   | México         | 240.90     | 30         | Não avançaram | Não avançaram | Não avançaram | Não avançaram |
| 31                | Diana Pineda        | Colômbia       | 239.45     | 31         | Não avançaram | Não avançaram | Não avançaram | Não avançaram |
| 32                | Lena Hentschel      | Alemanha       | 238.10     | 32         | Não avançaram | Não avançaram | Não avançaram | Não avançaram |
| 33                | Viviana Uribe       | Colômbia       | 235.90     | 33         | Não avançaram | Não avançaram | Não avançaram | Não avançaram |
| 34                | Elena Bertocchi     | Itália         | 235.45     | 34         | Não avançaram | Não avançaram | Não avançaram | Não avançaram |
| 35                | Micaela Bouter      | África do Sul  | 233.15     | 35         | Não avançaram | Não avançaram | Não avançaram | Não avançaram |
| 36                | Helle Tuxen         | Noruega        | 229.40     | 36         | Não avançaram | Não avançaram | Não avançaram | Não avançaram |
| 37                | Kaja Skrzek         | Polónia        | 226.80     | 37         | Não avançaram | Não avançaram | Não avançaram | Não avançaram |
| 38                | Nea Immonen         | Finlândia      | 225.75     | 38         | Não avançaram | Não avançaram | Não avançaram | Não avançaram |
| 39                | Ashlee Tan          | Singapura      | 221.45     | 39         | Não avançaram | Não avançaram | Não avançaram | Não avançaram |
| 40                | Cho Eun-bi          | Coreia do Sul  | 221.15     | 40         | Não avançaram | Não avançaram | Não avançaram | Não avançaram |
| 41                | Luana Lira          | Brasil         | 220.20     | 41         | Não avançaram | Não avançaram | Não avançaram | Não avançaram |
| 42                | Maha Eissa          | Egito          | 217.70     | 42         | Não avançaram | Não avançaram | Não avançaram | Não avançaram |
| 43                | Juliana Veloso      | Brasil         | 206.70     | 43         | Não avançaram | Não avançaram | Não avançaram | Não avançaram |
| 44                | Marcela Marić       | Croácia        | 197.05     | 44         | Não avançaram | Não avançaram | Não avançaram | Não avançaram |
| 45                | Alison Maillard     | Chile          | 190.25     | 45         | Não avançaram | Não avançaram | Não avançaram | Não avançaram |
| 46                | Shaye Boddington    | Nova Zelândia  | 176.85     | 46         | Não avançaram | Não avançaram | Não avançaram | Não avançaram |
| 47                | Emilia Nilsson      | Suécia         | 176.60     | 47         | Não avançaram | Não avançaram | Não avançaram | Não avançaram |
| 48                | Indrė Girdauskaitė  | Lituânia       | 157.05     | 48         | Não avançaram | Não avançaram | Não avançaram | Não avançaram |
| 49                | Chan Lam            | Hong Kong      | 150.75     | 49         | Não avançaram | Não avançaram | Não avançaram | Não avançaram |
| 50                | Maha Abdelsalam     | Egito          | 133.75     | 50         | Não avançaram | Não avançaram | Não avançaram | Não avançaram |
| 51                | Lei Meng Hin        | Macau          | 94.00      | 51         | Não avançaram | Não avançaram | Não avançaram | Não avançaram |